# 圣杰尔马诺-代贝里奇
圣杰尔马诺-代贝里奇（義大利語：San Germano dei Berici），是意大利威尼托大区维琴察省瓦尔利奥纳市镇的一个分区。总面积15平方公里，人口1168人，人口密度77.9人/平方公里（2009年）。国家统计（ISTAT）代码为024092。
原为单独的市镇，2017年2月17日圣杰尔马诺-代贝里奇与格兰科纳合并为新的瓦尔利奥纳市镇。